# 뮤직앤조이
뮤직앤조이는 iTV 경인방송에서 방송되었던 음악 프로그램이다.

## 역사
2000년 7월 3일에 특집방송 형태로 2000년 8월 28일까지 임시 편성되다가, 11개월만인, 2001년 7월 2일에 정식으로 첫방송을 시작해, 2002년 10월 28일에 잠정적으로 폐지됐다가, 2003년 1월 18일에 다시 부활했으나, 2004년 11월 15일 iTV 파업으로 인해 폐지되었다.

## MC
- 장민경

## 역대 방송시간
| 방송 채널 | 방송 기간                           | 방송 시간                         | 방송 분량  |
| --------- | ----------------------------------- | --------------------------------- | ---------- |
| iTV       | 2000년 7월 3일 ~ 2000년 9월 18일    | 매주 월요일 밤 8:00 ~ 밤 9:00     | 1시간      |
| iTV       | 2001년 7월 2일 ~ 2001년 10월 15일   | 매주 월요일 밤 8:30 ~ 밤 9:40     | 1시간 10분 |
| iTV       | 2001년 10월 26일 ~ 2001년 11월 2일  | 매주 금요일 밤 8:20 ~ 밤 9:40     | 1시간 20분 |
| iTV       | 2001년 11월 9일                     | 매주 금요일 밤 8:00 ~ 밤 9:30     | 1시간 30분 |
| iTV       | 2001년 11월 16일 ~ 2002년 4월 5일   | 매주 금요일 밤 8:20 ~ 밤 9:30     | 1시간 10분 |
| iTV       | 2002년 4월 8일 ~ 2002년 10월 28일   | 매주 월요일 저녁 6:30 ~ 저녁 7:40 | 1시간 10분 |
| iTV       | 2003년 1월 18일 ~ 2003년 4월 5일    | 매주 토요일 오후 5:55 ~ 저녁 7:05 | 1시간 10분 |
| iTV       | 2003년 4월 12일 ~ 2003년 6월 7일    | 매주 토요일 오후 3:50 ~ 오후 5:00 | 1시간 10분 |
| iTV       | 2003년 6월 14일 ~ 2003년 10월 25일  | 매주 토요일 저녁 6:05 ~ 저녁 7:05 | 1시간      |
| iTV       | 2003년 11월 1일                     | 매주 토요일 저녁 6:00 ~ 저녁 7:05 | 1시간 5분  |
| iTV       | 2003년 11월 8일 ~ 2004년 7월 3일    | 매주 토요일 저녁 6:00 ~ 저녁 7:00 | 1시간      |
| iTV       | 2004년 7월 5일 ~ 2004년 9월 20일    | 매주 월요일 저녁 6:50 ~ 밤 8:00   | 1시간 10분 |
| iTV       | 2004년 10월 4일                     | 매주 월요일 저녁 6:50 ~ 밤 8:00   | 1시간 10분 |
| iTV       | 2004년 9월 27일                     | 매주 월요일 저녁 6:20 ~ 저녁 7:40 | 1시간 20분 |
| iTV       | 2004년 10월 18일 ~ 2004년 11월 15일 | 매주 월요일 저녁 6:55 ~ 밤 8:00   | 1시간 5분  |

## 방송 회차

### 2001년
| 회차 | 방송일    | 출연자                                                                                               |
| ---- | --------- | --- |
| 1회  | 7월 2일   | 자전거 탄 풍경                                                                                       |
| 2회  | 7월 9일   | 윤도현 밴드 콘서트                                                                                   |
| 3회  | 7월 16일  | 이현우 인천콘서트                                                                                    |
| 4회  | 7월 23일  | 이은미                                                                                               |
| 5회  | 7월 30일  | |
| 6회  | 8월 6일   | |
| 7회  | 8월 13일  | 윤도현 밴드 파워콘서트                                                                               |
| 8회  | 8월 20일  | 클레오, 박상민, 김원준, 캔, 현석, 임현정, 에코, 파파야, 제이                                         |
| 9회  | 8월 27일  | 박강성 라이브 콘서트                                                                                 |
| 10회 | 9월 3일   | 김종환                                                                                               |
| 11회 | 9월 10일  | |
| 12회 | 9월 17일  | 봄여름가을겨울                                                                                       |
| 13회 | 9월 24일  | 최희준 콘서트, 권인하, 옥희                                                                          |
| 14회 | 10월 1일  | 이현우 라이브                                                                                        |
| 15회 | 10월 8일  | 박혜경 콘서트                                                                                        |
| 16회 | 10월 15일 | 김상민 콘서트                                                                                        |
| 17회 | 10월 26일 | 최재훈 콘서트                                                                                        |
| 18회 | 11월 2일  | 전영록 콘서트                                                                                        |
| 19회 | 11월 9일  | 송창식, 윤형주, 김세환                                                                               |
| 20회 | 11월 16일 | 와이낫, TOT, 트랜스픽션, 체리필터, 레이지본, 크라잉넛                                                |
| 21회 | 11월 23일 | |
| 22회 | 11월 30일 | 김현성, 롤러코스터, 김현철                                                                           |
| 23회 | 12월 7일  | |
| 24회 | 12월 14일 | 캔                                                                                                   |
| 25회 | 12월 21일 | 김혜연, 한혜진, 이태호, 최진희, 전미경, 박진도, 문희옥, 이지나, 디바, 한서경, 김국환, 박윤경, 설운도 |
| 26회 | 12월 28일 | |

### 2002년
| 회차 | 방송일   | 출연자                          |
| ---- | -------- | ------------------------------- |
| 28회 | 1월 4일  |                                 |
| 29회 | 1월 11일 | 조정현                          |
| 30회 | 1월 18일 |                                 |
| 31회 | 1월 25일 |                                 |
| 32회 |          |                                 |
| 33회 |          | 강산에, 김C, 김제동, 윤도현밴드 |

### 2003년
| 회차  | 방송일    | 제목 (원제)           |
| ----- | --------- | --------------------- |
| 70회  | 1월 18일  | 박혜경의 어느 멋진 날 |
| 71회  | 1월 25일  |                       |
| 72회  |           |                       |
| 73회  |           |                       |
| 74회  |           |                       |
| 75회  |           |                       |
| 76회  |           |                       |
| 77회  |           |                       |
| 78회  |           |                       |
| 79회  |           |                       |
| 80회  |           |                       |
| 81회  | 4월 5일   |                       |
| 82회  | 4월 12일  | John Mayer-Any Gi     |
| 93회  | 6월 28일  | Gate in Seoul, Mu     |
| 97회  | 7월 26일  | Gate in Seoul, Mu     |
| 100회 | 8월 16일  | 엘비스 forever        |
| 110회 | 10월 25일 | 자우림                |
| 115회 | 11월 29일 | 이현우 LIVE           |

### 2004년
| 회차  | 방송일   | 제목 (원제)                   |
| ----- | -------- | ----------------------------- |
| 122회 | 1월 17일 | 조관우의 겨울이야기           |
| 126회 | 2월 14일 | 이루마 로맨틱 피아노 콘서트   |
| 133회 | 4월 3일  | 동물원 가는 길                |
| 150회 | 7월 19일 | 네남자와 떠나는 특별한 바캉스 |
| 151회 | 7월 26일 | 향수                          |
| 152회 | 8월 2일  | 영국팝 올스타                 |
| 155회 | 8월 23일 | 만남                          |
| 158회 | 9월 13일 | 8090 디바 스페셜              |

## 결방 사유

### 2001년
- 10월 1일 : 추석특집 - 한가위 대잔치로 결방되었다.

### 2003년
- 2월 1일 : 중국 문화 기행 - 문화의 숨결 화베이로 결방되었다.

### 2004년
- 11월 22일 ~ 12월 27일 : iTV파업으로 인해 재방송 편성.